# کاروانسرای الحاک
کاروانسرای الحاک مربوط به دوره صفوی است و در ۱۲۵ کیلومتری شرق شاهرود، کنار باغ و قنات الحاک واقع شده و این اثر در تاریخ ۱۶ مهر ۱۳۷۹ با شمارهٔ ثبت ۲۸۱۲ به‌عنوان یکی از آثار ملی ایران به ثبت رسیده است.